# 基哈達斯山國家公園

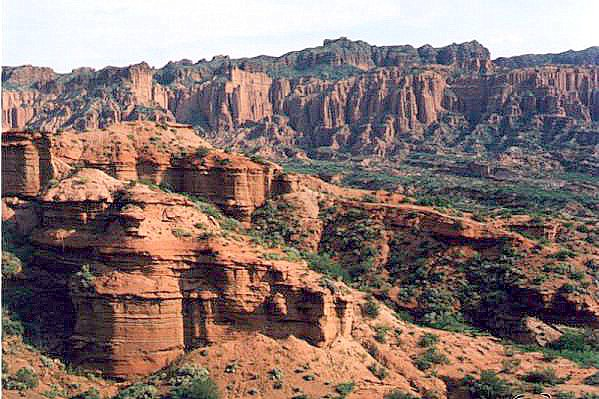

32°33′03″S 67°03′51″W / 32.5508°S 67.0642°W
基哈達斯山國家公園（西班牙語：Parque nacional Sierra de las Quijadas）是阿根廷聖路易省的國家公園，位於該國中北部，面積1,500平方公里，成立於1991年12月10日，該地區發現1.2億年前阿普第期的化石和恐龍足跡。